# Dirichlet-tétel
A számelméletben L. Dirichlet nevezetes tétele azt állítja, hogy minden
{\displaystyle a,a+q,a+2q,a+3q,\dots }
számtani sorozatban végtelen sok prím van, feltéve, hogy a és q>0 relatív prímek.
Írásban csak Dirichlet halála (1859) után látott napvilágot a tétel, a szerző Vorlesungen über Zahlentheorie c. posztumusz művében (először kiadva: 1863, későbbi kiadások: 1863-1894); ami kollégája, Richard Dedekind kiadásában jelent meg, és Dedekind csatolta (VI. számú függelékként) a könyvhöz. A Dirichlet-tétel volt az első jelentősebb analitikus számelméleti eredmény.

## Egyszerű esetek
Számos speciális esetét könnyű bebizonyítani, az például, hogy végtelen sok 4k-1, alakú prím van, onnan adódik, hogy minden 4A-1 alakú számnak van ilyen prímosztója, ezért, ha csak véges sok ilyen lenne, ezek szorzatát A-ba írva ellentmondást kapunk. Hasonlóan kapjuk a
6k-1 alakú prímek esetét is. De tulajdonképpen a Fermat-számok tulajdonságaiból adódik, hogy végtelen sok 8k+1 (illetve 16k+1, 32k+1,…) alakú prím van, hiszen F2, F3,… prímosztói mind ilyen alakúak és ezek mind relatív prímek.
Ennél általánosabb és még mindig egyszerűen igazolható, hogy bármilyen q>1-re végtelen sok
1+kq alakú prímszám van.
Ehhez elég igazolni Bauer Mihály tételét: ha a egész, akkor Φq(a) minden p prímosztója vagy osztja q-t vagy 1+kq alakú (itt Φq(x) a q-adik körosztási polinom). Legyen ugyanis a rendje d modulo q (azaz d a legkisebb, amire q osztója ad-1-nek). Ez létezik, mert p nem oszthatja a-t. Mivel {\displaystyle p|\Phi _{q}(a)|a^{q}-1}, d osztója q-nak. A kis Fermat-tétel miatt d osztja p-1-et is. Ha d=q, készen vagyunk. Ha d<q, akkor a körosztási polinomok tulajdonságai miatt {\displaystyle \Phi _{q}(a)}, tehát az őt osztó p is osztója a
számnak.
Ez viszont így fejthető ki:
és itt a tagok mind 1 maradékot adnak p-vel osztva, tehát p osztója q/d-nek tehát q-nak.

## Bizonyítás
Dirichlet az általa bevezetett karakterek és ún. L-sorok segítségével bizonyította.
Ez a bizonyítás három lépésből áll:
1. az állítás visszavezetése arra, hogy egyik mod q L-függvénynek sem gyöke az s=1 érték,
2. a fenti kijelentés bizonyítása komplex karakterekre,
3. bizonyítása valós karakterekre (ez a lépés lényegesen nehezebb, mint az előző kettő).

## Kiterjesztések, általánosítások
Linnyik tétele: van olyan L konstans, hogy a (fenti feltételt kielégítő) q differenciájú számtani sorozat legkisebb prímszáma legfeljebb qL.
Dircihlet tételének az az esete, hogy végtelen sok 4k+1 alakú prím van, összekombinálva a kétnégyzetszám-tétellel azt adja, hogy végtelen sok {\displaystyle x^{2}+y^{2}} alakú prímszám van.
Friedlander és Iwaniec bebizonyította hogy végtelen sok {\displaystyle x^{2}+y^{4}} alakú prím is van, míg Roger Heath-Brown azt látta be, hogy végtelen sok {\displaystyle x^{3}+2y^{3}} alakú prímszám van.